# Alessandro di Ierapoli
Alessandro di Ierapoli (Ierapoli, ... – 433) è stato un arcivescovo siro.
Arcivescovo di Ierapoli, sostenitore del Nestorianesimo, polemizzò con Cirillo di Alessandria prima e con Giovanni di Antiochia poi, al punto da meritare l'esilio a Famothis.